# Алотерії
Алотерії (Allotheria) (від грец. αλλός θήριον, аллос і теріон, що означає «інші звірі») — група успішних мезозойських ссавців. Найважливішою характеристикою є наявність нижніх молярів, що оснащені двома поздовжніми рядами горбків. Allotheria включає багатогорбкозубі (Multituberculata), напевно хараміїди (Haramiyida) і, можливо, загадкових Gondwanatheria.
Алотерії також мали вузький таз, який наводить на думку, що вони народжували крихітних безпорадних дитинчат, подібних сумчастим.